# رسالة جيروم إلى البابا داماسوس الأول

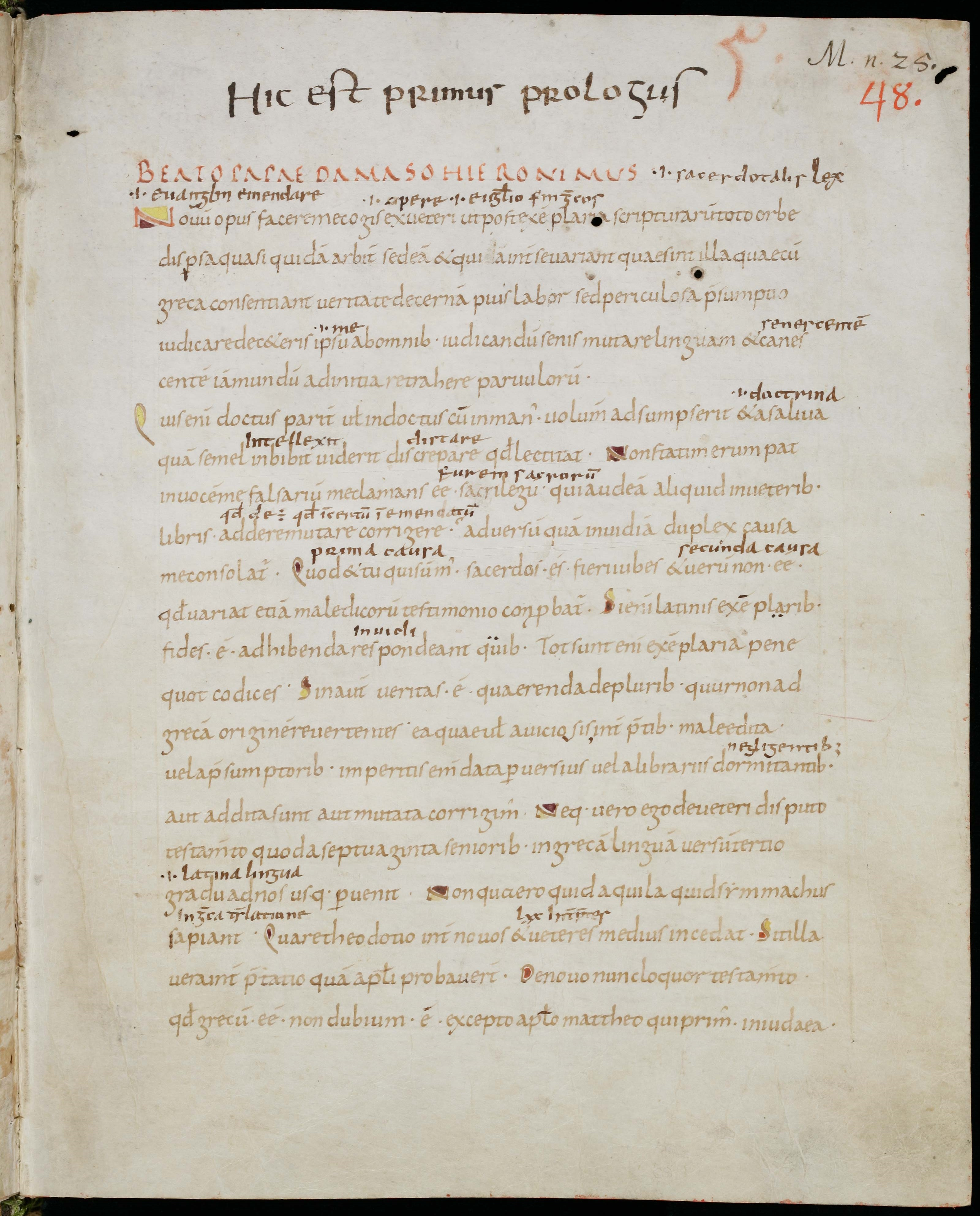

رسالة بولس الرسول من جيروم إلى البابا داماسوس الأول (اللاتينية: رسالة بولس الرسول هيرونيمي داماسوم بابام ) ، التي كُتبت في 376 أو 377 م، هي استجابة جيروم لرسالة بولس الرسول من داماسوس ، الذي حثه على عمل كتاب جديد للترجمة من الكتاب المقدس . كُتبت الرسالة قبل أن يبدأ جيروم أعمال الترجمة بين عامي (382–405). 
وافق جيروم على أنه ينبغي مراجعة وتصحيح الترجمة القديمة باللاتينية، مع الاعتراف بالاختلافات العديدة بين كل مخطوطة لاتينية بحيث بدا كل منها وكأنه نسخته الخاصة. لحل المشكلة، وافق جيروم على أنه ينبغي تصحيحها على أساس المخطوطات اليونانية. أوضح جيروم سبب تغيير ترتيب الأناجيل القديم-اللاتينية (متى ، يوحنا، لوقا ، مرقس) إلى ترتيب ماثيو، مرقس، لوقا، جون، لأنه يرتبط بالمخطوطات اليونانية. أوضح جيروم أيضًا أهمية جداول يوسيبيان الكنسية وكيفية استخدامها. 
توجد نسخ من الرسالة في العديد من كتب الأناجيل والمخطوطات اللاتينية (حتى في المخطوطة اللاتينية القديمة Codex Sangallensis 48 ). عادة ما يتم وضعها في بداية كتاب الإنجيل (على سبيل المثال Codex Sangallensis 48 أو Lindau Gospels ). 

## روابط خارجية
- Hieronymus Epistola ad Damasum في Documenta Catholica Omnia (باللاتينية)
- Hieronymus Epistola ad Damasum (باللاتينية)
- ويكي مصدر: رسالة جيروم إلى البابا داماسوس: مقدمة للأناجيل (بالإنجليزية)
- رسالة من جيروم إلى البابا داماسوس (بالإنجليزية)